# Henri Charpentier
 (octobre 2014).
Si vous disposez d'ouvrages ou d'articles de référence ou si vous connaissez des sites web de qualité traitant du thème abordé ici, merci de compléter l'article en donnant les références utiles à sa vérifiabilité et en les liant à la section « Notes et références ».
Pour les articles homonymes, voir Charpentier (homonymie).
Henri Charpentier, né le 18 avril 1948, est un journaliste français.

## Biographie
Il est diplômé de l'institut de journalisme Bordeaux Aquitaine et commence sa carrière à l'ORTF Bordeaux Aquitaine en 1970. Après un passage de 18 mois à Fort-de-France en outre-mer, il revient successivement à l'ORTF de Reims, Ajaccio, Marseille et Nancy. Appelé à rejoindre France Inter par Roger Gicquel en juin 1973 comme reporter, en 1974, il est détaché de France Inter et participe au lancement de la troisième chaine de télévision nationale comme présentateur du journal sous la direction de Christian Bernadac. 
De retour à France Inter après la disparition de l'ORTF, il intègre le service des sports en 1975 pour devenir un spécialiste du sport automobile (il prend la succession de Tommy Franklin) et du rugby. Devenu grand reporter il est nommé chef du service des reportages en mai 1982, puis rédacteur en chef adjoint au week-end en 1987 avant de prendre la responsabilité des week-ends en 1992 jusqu'à sa retraite le premier janvier 2011.
Spécialiste de l'olympisme, il est aussi écrivain. Quatre de ses livres ont été primés : 
- La grande histoire des médaillés olympiques français - de 1896 à 1988 parue en 1991 chez Robert Laffont  (ISBN 2221064240), prix de l'image de l'association des écrivains sportifs
- Les Déesses du Sport aux éditions de La Martinière écrit en collaboration avec Alain Billouin et Serge Laget   (ISBN 2732435910), obtient le 1er prix du livre sportif illustré au Sportel de Monaco en 2007
- Il y a cent ans Louis Blériot aux éditions Atlantica  (ISBN 9782758802150), reçoit le prix du Document de l'association des écrivains sportifs en 2009
- Noël Vandernotte l'extraordinaire destin du plus jeune médaillé olympique de l'histoire (Berlin 1936) aux éditions Atlantica  (ISBN 2758800489), se voit décerner le prix Louis Marin 2016 de l'association des écrivains combattants

## Distinctions
Henri Charpentier est chevalier de l'ordre national du Mérite depuis 1995[réf. nécessaire].